# 李建滨
李建滨（1989年4月19日—），出生于山东滨州，中国足球运动员，场上司职后卫，目前效力于中甲联赛球队成都蓉城。

## 俱乐部生涯
李建滨2001年进入青岛中能梯队，2006年加盟同市的中甲球队青岛海利丰，同年入选中国国青队，2007年5月转会至成都谢菲联。2008年，李建滨跟随由成都谢菲联二队球员组成的香港谢菲联参加港甲联赛並出场5次打进一球。
李建滨在2009年7月5日主场对阵山东鲁能泰山的比赛中首次顶级联赛登场。2011年12月26日，李建滨和赵旭日、荣昊、彭欣力一起转会加盟中超卫冕冠军广州恒大。其中李建滨和成都队队友彭欣力以700万元捆綁转会。2012年5月11日，他在广州恒大客场1比3不敌大连实德的比赛中首次为广州队在正式比赛中出场。这也是2012赛季他在联赛获得的唯一一次出场机会。其余时间李建滨都在预备队比赛。有媒体透露，李建滨因为顶撞里皮的助理教练高迪诺，给里皮留下不良印象，是他难以获得出场机会的原因。里皮和高迪诺都指点李建滨，要他注意提高身体素质，而李自认为属于“技术型”，因此与助理教练发生矛盾。
2012年11月20日，上海申花宣布作为冯仁亮转会广州恒大的一部分，李建滨租借加盟球队征战2013赛季中超联赛。广州恒大付1000万给上海申花购买冯仁亮，上海申花租借李建滨一年，并在租期内拥有李建滨的优先购买权。成都谢菲联和贵州人和之前也有引入李建滨的意愿。
2015年1月，上海申花宣布买断李建滨。
2019年2月13日，大连一方（现大连人）宣布李建滨加盟。
2019年4月10日，李建滨自由转会至成都蓉城。

## 国家队生涯
李建滨在2010年入选中国国奥队，同年首次入选中国国家队集训名单。2011年1月2日，他在和伊拉克的友谊赛中出场，但这场比赛并非国际足联承认的A级比赛。之后入选中国国家队参加亚洲杯的球员名单，不过未能得到出场机会。

## 人物争议
2015赛季，中超联赛第28轮上海绿地申花主场迎战来访的长春亚泰。在上半场即将结束时，李建滨解围不慎踢中队友熊飞的面门，至其短暂休克，后被紧急送医。
2021年5月16日，中国足球协会甲级联赛第五轮场序第42场，南通支云足球俱乐部队与成都蓉城足球俱乐部队的比赛在大连足球青训基地体育场进行。根据裁判员报告、比赛监督报告、当事方情况说明及视频等，当比赛进行到第84分钟时，成都蓉城足球俱乐部队29号球员李建滨辱骂并将替补席背心抛向裁判员，造成不良社会影响。足协最终也开出重磅罚单，给予李建滨停赛十场，罚款十万元人民的处罚。